# PZL 104
PZL 104 ヴィルガ
PZL 104 ヴィルガ 35
- 用途：多用途機
- 製造者：PZL
- 初飛行：1962年4月24日
- 生産数：1,000機以上

PZL 104 ヴィルガ（PZL 104 Wilga）は、ポーランドのPZLで設計、製造された多用途機である。短距離離着陸（STOL）性能に優れ不整地にも強いため、多数の派生型が製造された。
ヴィルガ（Wilga）とはポーランド語でニシコウライウグイスを意味する。

## 開発
PZL 104は主に航空スポーツ、特にグライダー曳航やパラシュート訓練に使用するために設計された。初期のヴィルガ 1の試作機はポーランド製のPZL WN-6RB 220 hp水平対向エンジンを搭載し1962年4月24日に初飛行を行った。ヴィルガ 1は様々な欠点を露呈し、その中で最も深刻な問題は重量が過大であることと搭乗員が曳航しているグライダーを視認できないことであった。この結果、機体はBronisław ŻurakowskiとAndrzej Frydrychewiczが率いる設計チームにより徹底的に再設計され、最初の設計と共通なのは汎用構成品と翼の1部のみであった。。側面ドアは上方へ開き、観測がより容易なように及びパラシュート降下がし易いようにドアを開けたまま飛行することができた。
新しい派生型のPZL 104 ヴィルガ 2は1963年8月1日に初飛行を行ったが、少数しか生産されなかった（後にヴィルガ 3とヴィルガ C規格に換装された）。225 hpのコンチネンタルO-470 水平対向エンジンを搭載したインドネシア向けの輸出モデルのヴィルガ C（又はヴィルガ 2C）が1963年12月30日に初飛行を行った。ヴィルガ 2の機体設計が成功した一方でWN-6エンジンの信頼性は完全ではなくシリーズ生産には入らなかった。これにより260 hpのイフチェンコ AI-14R 星型エンジンを装着することが決定され、これがPZL 104 ヴィルガ 3となり1965年12月31日に初飛行を行った。新しいエンジンはより強力であったが水平対向エンジン用にデザインされた前のモデルの簡潔で細い胴体ラインを損なっていた。それでもなおこの新しいモデルは成功作であり、特に最軽荷重状態での上昇率は最大11 m/sという高いものであった。数少ない欠点の中の1つは比較的不経済なエンジンであった。コンチネンタル製の水平対向エンジンを搭載した改良型のもう1つの派生型ヴィルガ 32が少量輸出され、このモデルはインドネシアでゲラティック（Gelatik）としても生産された。ヴィルガ 3が13機生産された後で幾つかの改良が施された。最も特筆すべきものは安定性の改善のために主車輪と尾輪の間隔を2.12 m から 2.83 mに広げたことだった。PZL 104 ヴィルガ 35と命名された改良型は1967年6月29日に初飛行を行い、その後量産に入った。最も多いヴィルガ 35の派生型は多用途機のヴィルガ 35Aでその他のものは少数か試作機であった。
1979年からアメリカ市場向けに認証を受けた改良型のヴィルガ 80が生産に入った。1990年代末にはライカミング・エンジンズ製の水平対向エンジンを搭載し、空力的な改善が図られたPZL 104M ヴィルガ 2000系が開発された。
935機のヴィルガ 35と80を含む、全てのモデルで1,000機以上のヴィルガが生産された。これは最も多量に生産されたポーランド製の航空機であった。EADS-PZL社は同社のウェブサイト上でPZL 104MA ヴィルガ 2000の生産を停止することを発表した。

## 特徴
PZL 104は金属製構造の片持ち式高翼単葉の通常の型式の機体であり、強度を高め軽量を維持するために表皮は条の通った薄い金属で覆われている。スロッテッド（隙間）フラップとスラット付の長方形の1本桁主翼とセミモノコック構造の胴体で、両側に上開き式の大きなドアを持つ4座のキャビンを持っていた。固定尾輪式の降着装置は前脚が車輪の近くで後ろに折れる特徴的な設計である。当初から舗装されていない飛行場での離着陸を想定していたため農業機としても利用された。一部の派生型は前脚にスパッツを取り付けている。また操縦席からの視界が良好なためパトロール機としても利用された。
主翼に2つの燃料タンク(約195L)を搭載している。

## 派生型
ヴィルガ 2
WN-6水平対向エンジンを搭載した最初の量産型。（少量、約10機、ヴィルガCと3に換装）
ヴィルガ 3A
航空クラブ用。
ヴィルガ 3S
救急機。

ヴィルガ C (2C)
コンチネンタルO-470 水平対向エンジンを搭載したインドネシア向けのヴィルガ2。16機がポーランドで製造、数機がインドネシアで組み立て。
ヴィルガ 3
イフチェンコ AI-14 星型エンジンを装着した改良モデル。13機製造（ヴィルガ2から換装した2機を含む）。
ヴィルガ 32
コンチネンタルO-470 水平対向エンジンを搭載したインドネシア向けのヴィルガ3。6機がポーランドで、18機がインドネシアで「ゲラティック」の名で製造。数機は農業機用機器を装着。
ヴィルガ 35
イフチェンコ AI-14 星型エンジンを装着した基本モデル。
ヴィルガ 35A
グライダー牽引フックを装着したスポーツ航空向けの量産基本モデル。1968年から生産。
ヴィルガ 35H
カナダとの協業で製造された輸出向けの水上機モデル。1979年10月30日に初飛行。
ヴィルガ 35P
軍用の連絡、人員輸送モデル（牽引フック無し）。1968年に初飛行。
ヴィルガ 35R
1978年の300 lの農薬を搭載した農業機。（多分シリーズ生産はされず）
ヴィルガ 35S
1968年の救命搬送機。1機のみ生産。

ヴィルガ 40
一体型昇降舵のモデル。1969年に初飛行。試作機2機のみ。
ヴィルガ 80
1979年のPZL AI-14RAエンジンを搭載したFAR規則に則ったアメリカ市場向けのヴィルガ 35の改良型。
ヴィルガ 80/1400 (80H)
1982年のPZL AI-14RDエンジン(206 kW /280 HP)を搭載したカナダとの協業で製造された輸出向けの水上機モデル。
ヴィルガ 80/550 メレックス(Melex)
1992年のアメリカでコンチネンタル 水平対向エンジンを搭載したヴィルガ 80（試作機）

ヴィルガ 88
1980年代に開発されたウィルガ。PZL-105 Flamingに発展。
PZL 104M ヴィルガ 2000
1998年から生産されているライカミング・エンジンズ製 水平対向エンジンを搭載し、改造された主翼と空力的に改善されたモデル。
PZL 104MW ヴィルガ 2000 ハイドロ
1999年9月19日に飛行したヴィルガ 2000の水上機モデル。
PZL 104MF ヴィルガ 2000
ポーランド国境警備隊向け、ヴィルガ 2000のパトロール用モデル。
PZL 104MN ヴィルガ 2000
2001年からの新しいモデル。
PZL 104MA ヴィルガ 2000
2005年に生産された300 hpのライカミング I0-540を搭載し、ウィングレットを取り付けたモデル。

## 運用
ヴィルガはポーランドでは専ら遊覧飛行、グライダー曳航、パラシュート降下訓練に使用されており、ほとんどがポーランドの航空クラブで運用され、地域の航空クラブでの基本的な機種である。ポーランド人操縦士の飛ばすヴィルガは1978年から2006年までのFAI世界飛行ラリーと飛行精度競技大会で数々の賞を獲得した。

## 運用国

### 軍事運用
- カナダ
軍民協業のカナダ空軍の士官候補生用のグライダープログラムでグライダー曳航機として使用するために1機が追加購入を念頭に置いた評価のために購入されたが、生産中止のために空軍士官候補生により使用された機体は売りに出されている[1]。
- インドネシア
- ラトビア
- リトアニア
- パラグアイ：パラグアイ空軍
- ポーランド
  - ポーランド空軍：1973年から1993年まで17機を運用
  - ポーランド国境警備隊：パトロール用としてPZL 104MF ヴィルガ 2000 を数機（2005年時点で5機）運用

### 民間運用
- オーストラリア
- オーストリア
- ベルギー
- ブルガリア
- カナダ
- キューバ
- チェコ
- エジプト
- エストニア
- ドイツ
- ハンガリー
- インドネシア
- モンゴル
- ニュージーランド
- ポーランド
- ルーマニア
- スロバキア
- ソビエト連邦
- スペイン
- スイス
- トルコ
- イギリス
- ウクライナ
- アメリカ合衆国
- ベネズエラ
- ユーゴスラビア

## 要目
（ヴィルガ 35A）
- 乗員：1名、乗客3名

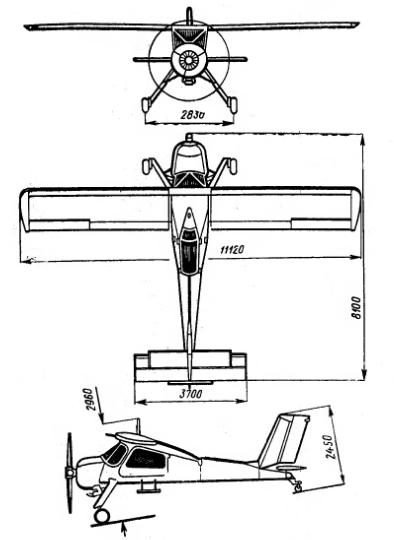

- 全長：8.10 m (26 ft 6 in)
- 全幅：11.12 m (36 ft 5 in)
- 全高：2.96 m (5 ft 8 in)
- 翼面積：15.50 m2 (166.85 ft2)
- 空虚重量：900 kg (1984 lb)
- 総重量：1300 kg (2868 lb)
- エンジン：イフチェンコ AI-14R 空冷9気筒 星型エンジン　260 hp (194 kW)
- 最大速度：195 km/h (121 mph)
- 巡航速度：211 km/h (114 knots, 131 mph)
- 巡航高度：4040 m (13,255 ft)
- 航続距離：670 km (416 miles)
- 上昇率：5.5 m/s (1082 ft/min)

## ギャラリー

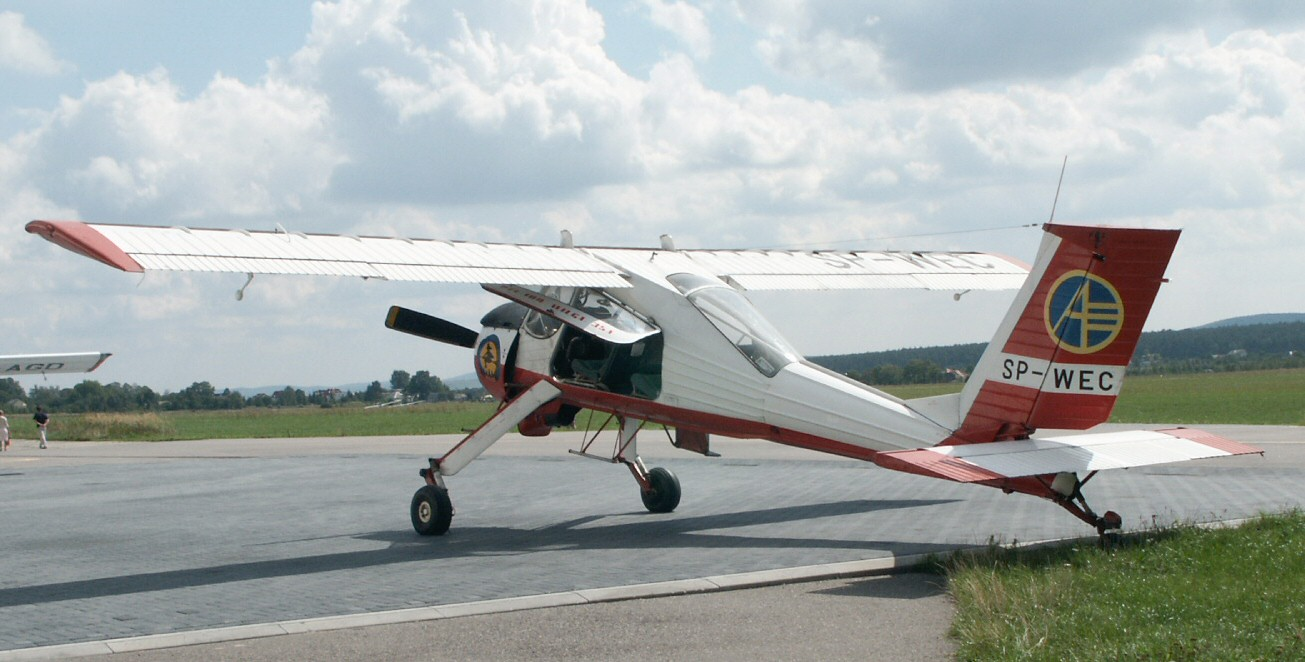
PZL 104 ヴィルガ 35、後方から
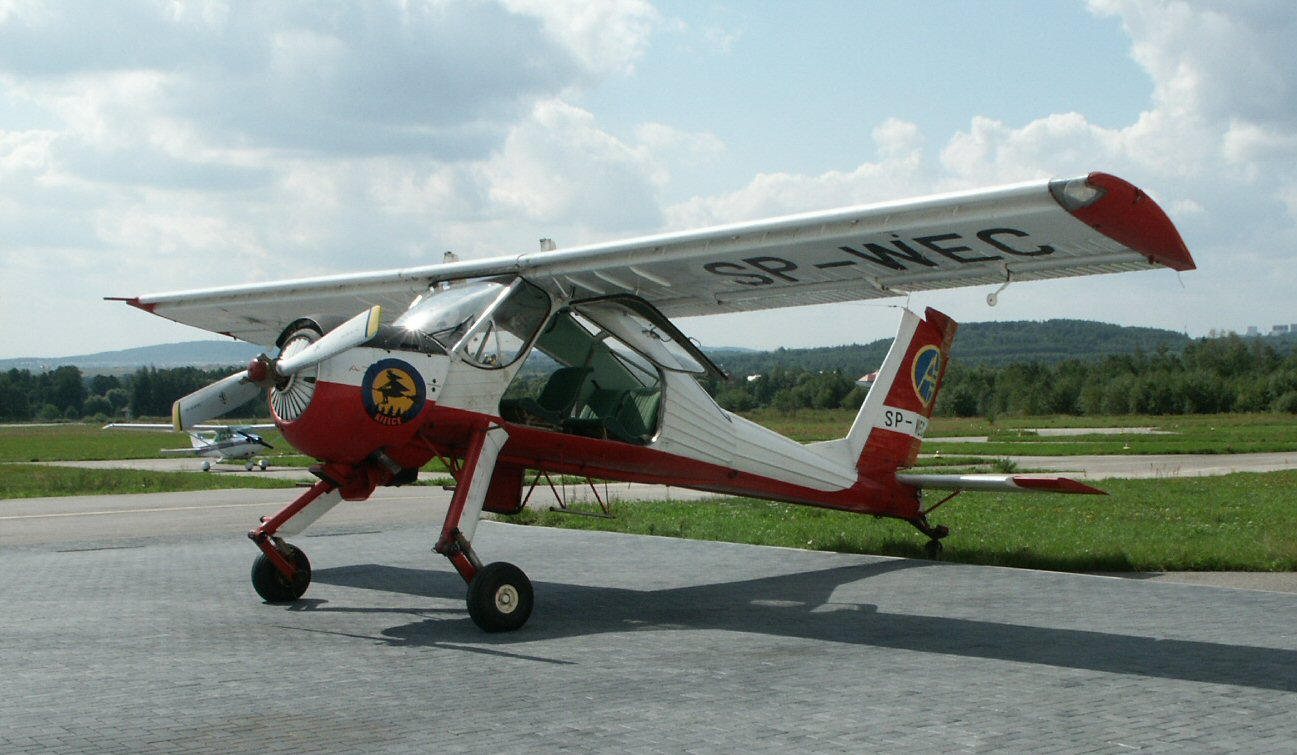
ドアを開放したPZL 104 ヴィルガ 35A
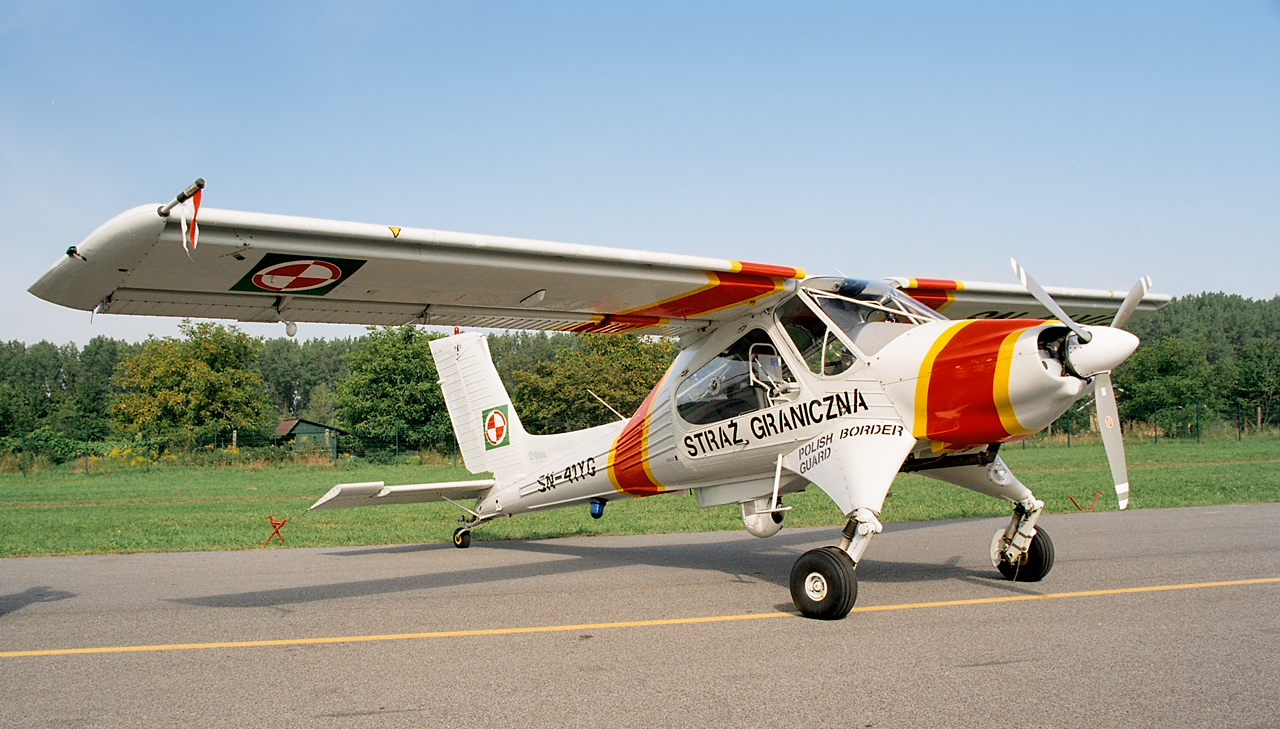
PZL 104M ヴィルガ 2000（ポーランド国境警備隊）
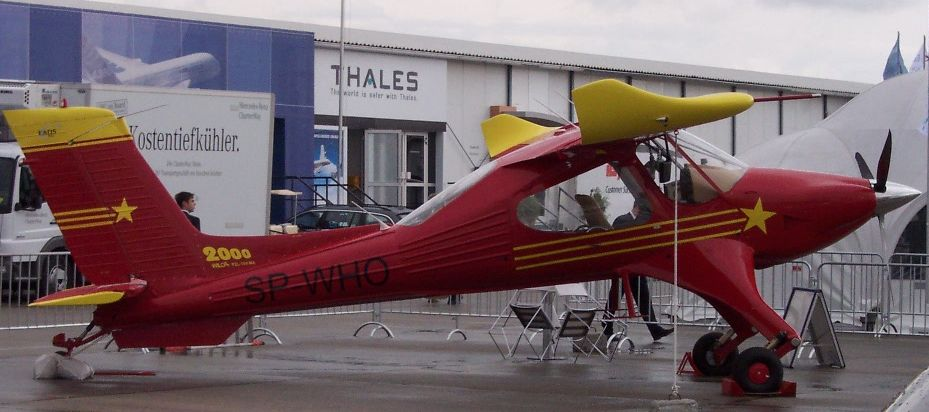
PZL 104MA ヴィルガ 2000
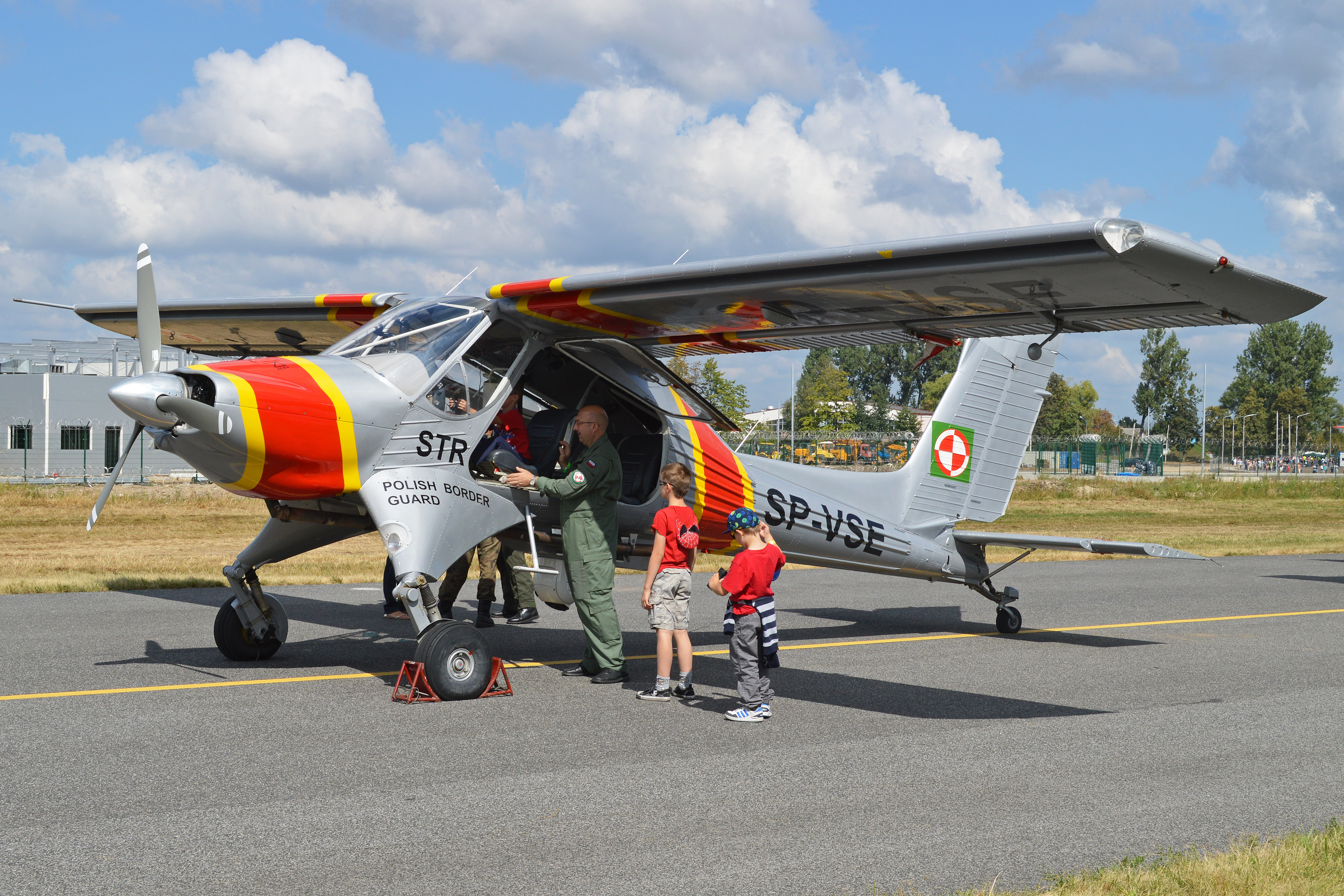
PZL 104MF ヴィルガ 2000（ポーランド国境警備隊）